# Sterrebeek
Sterrebeek est une section de la commune belge de Zaventem située en Région flamande dans la province du Brabant flamand. C'était une commune à part entière avant la fusion des communes de 1977.

## Démographie

### Évolution démographique
- Sources : INS, Rem. : 1831 jusqu'en 1970 = recensements, 1976 = nombre d'habitants au 31 décembre[2].

## Géographie
- Les communes voisines de Sterrebeek sont Kortenberg, Wezembeek-Oppem, Kraainem, Zaventem et Tervuren.

## Culture et patrimoine
En 2000, l'un des plus anciens tableaux connus de Nicolas Poussin, La Mort de la Vierge, peint pour la cathédrale Notre-Dame de Paris, a été retrouvé dans l'église Saint-Pancrace de Sterrebeek.

## Langues
Bien que le néerlandais soit la langue historique et majoritaire de la commune, la proportion des francophones dans la section est estimée à 28% en 1994.

## Liste des bourgmestres
- Maurice Braun de ter Meeren[5] (°1882 +1972) Ingénieur.